# تيمور جنبلاط
تيمور جنبلاط (مواليد 1982) هو زعيم الحزب التقدمي الاشتراكي للطائفة الدرزية في لبنان. وهو نجل الزعيم وليد جنبلاط وحفيد كمال جنبلاط. تولى تيمور السلطة من وليد جنبلاط في مارس 2017. تم التسليم في الذكرى الأربعين لاغتيال كمال جنبلاط في حفل وضع وليد فيه كوفية تقليدية على أكتاف تيمور.

## المسار المهني والوظيفي
بدأ تيمور ينشط في اجتماعات والده منذ عقد أو نحو ذلك. في عام 2011، ترقى إلى المرتبة الثانية في قيادة الحزب التقدمي الاجتماعي.

## النيابة
انتخب نائباً في مجلس النواب اللبناني عن دائرة الشوف في الانتخابات النيابية في العام 2018 وفي العام 2022. 